# Brazilsko ratno zrakoplovstvo
Brazilsko ratno zrakoplovstvo (portugalski: Força Aérea Brasileira, FAB) je zračna komponenta Oružanih snaga Brazila. Ministarstvo aeronautike je službeno osnovano 20. siječnja 1941. zajedno sa svojom vojnom komponentom nazvanom "Nacionalne zračne snage", koje mijenjaju ime u Brazilsko ratno zrakoplovstvo (Força Aérea Brasileira - FAB) 22. svibnja iste godine. Zračne komponente vojske i mornarice su ukinute, a svo osoblje, zrakoplovi i oprema su preneseni u novoosnovanu granu Oružanih snaga Brazila.

## Vanjske poveznice
- (port.) Službena stranica Brazilskog ratnog zrakoplovstva
- (port.) Povijest Brazilskog ratnog zrakoplovstva u Drugom svjetskom ratu
- (en) Povijest Brazilskog ratnog zrakoplovstva  Arhivirana inačica izvorne stranice od 16. prosinca 2008. (Wayback Machine)
- (port.) Vojni činovi i madalje u Brazilu